# Heinz Politzer
Heinz Politzer (n. 31 decembrie 1910, Viena, Austro-Ungaria – d. 30 iulie 1978, Berkeley, California, SUA) a fost un scriitor, istoric literar și critic literar austriac-american, specializat îndeosebi în opera lui Franz Kafka.

## Biografie
Heinz Politzer a urmat studii de literatură germană și engleză la Viena și Praga. În 1938 a emigrat în Palestina, iar din 1941 a trăit la Ierusalim. În anul 1947 s-a mutat în Statele Unite ale Americii, obținând cetățenia americană în 1952. Acolo a lucrat ca profesor la Colegiul Oberlin din Ohio (1952-1960), apoi ca profesor de limba și literatura germană la Universitatea Berkeley din California (1960-1978).
A scris poezii, nuvele, romane și critică literară. S-a specializat în opera lui Franz Kafka, a popularizat-o în Statele Unite ale Americii, a îngrijit publicarea primei ediții complete ale lucrărilor traduse ale lui Kafka în SUA și a avut legături apropiate cu Max Brod.
Printre onorurile care i-au fost acordate a fost invitația de a ține discursul de deschidere festivă Musikerlöste Dämonie la Festivalul de Muzică de la Salzburg din 1967. A obținut în 1974 premiul orașului Viena pentru științe umaniste.
Urna funerară a lui Heinz Politzers a fost depusă în zidul cimitirului Petersfriedhof din Salzburg. I-au supraviețuit soția sa, Jane Hinman Horner Politzer, și patru fii: Mike, Dave, Steve și Eric.

## Lucrări (selecție)
- Fenster vor dem Firmament (Gedichte, 1937)
- Gedichte Jerusalem (1941)
- Franz Kafka (1962)
- Franz Grillparzer oder Das abgründige Biedermeier (1967)
- Das Schweigen der Sirenen (1968)
- Johannes Urzidil: Morgen fahr' ich heim. Böhmische Erzählungen, ediție îngrijită și postfață de Politzer
- Ödipus (1974)
- Freud und das Tragische (2003)